# Iglesia de San Lamberto (Rosmalen)
La iglesia de San Lamberto (en neerlandés: Sint-Lambertuskerk) es una iglesia católica en Rosmalen, Brabante Septentrional, Países Bajos. El nombre de la iglesia se refiere a Lamberto de Maastricht, el Obispo del siglo séptimo de Maastricht.
En el siglo XII había una iglesia en Rosmalen, que estaba hecha de madera. En 1300 la iglesia fue hecha de toba, una piedra que fue muy utilizada en el período. La torre de la iglesia se le dio su forma actual en 1430. La nave de la iglesia fue reconstruida en 1550.
Después del cerco de 's-Hertogenbosch, la iglesia fue utilizada por los protestantes. La iglesia también fue utilizada como prisión y ayuntamiento. La iglesia fue restaurada al servicio católico en 1823.